# Reinhold Baer
Reinhold Baer (Berlino, 22 luglio 1902 – Zurigo, 22 ottobre 1979) è stato un matematico tedesco.

## Biografia
Baer studiò ingegneria meccanica per un anno presso l'Università di Hannover. Poi andò a studiare filosofia a Friburgo nel 1921. Durante la sua permanenza a Gottinga nel 1922 fu influenzato da Emmy Noether e Hellmuth Kneser. Nel 1924 vinse una borsa di studio per studenti particolarmente dotati. Baer scrisse la sua dissertazione di dottorato e nel 1927 fu pubblicato su Crelle's Journal.
Baer accettò un posto a Halle nel 1928. Sempre a Halle pubblicò "Algebraische Theorie der Körper" di Ernst Steinitz con Helmut Hasse, pubblicato per la prima volta su Crelle's Journal nel 1910.
Mentre Baer era con sua moglie in Austria, Adolf Hitler e i nazisti salirono al potere. Baer fu successivamente informato che i suoi servizi a Halle non erano più necessari. Louis Mordell lo invitò ad andare a Manchester e Baer accettò.
Baer rimase presso l'Università di Princeton e fu un erudito ospite presso l'Institute for Advanced Study dal 1935 al 1937. Per un breve periodo visse in North Carolina. Dal 1938 al 1956 lavorò presso l'Università dell'Illinois - Urbana-Champaign. Tornò in Germania nel 1956.